# هایمدال

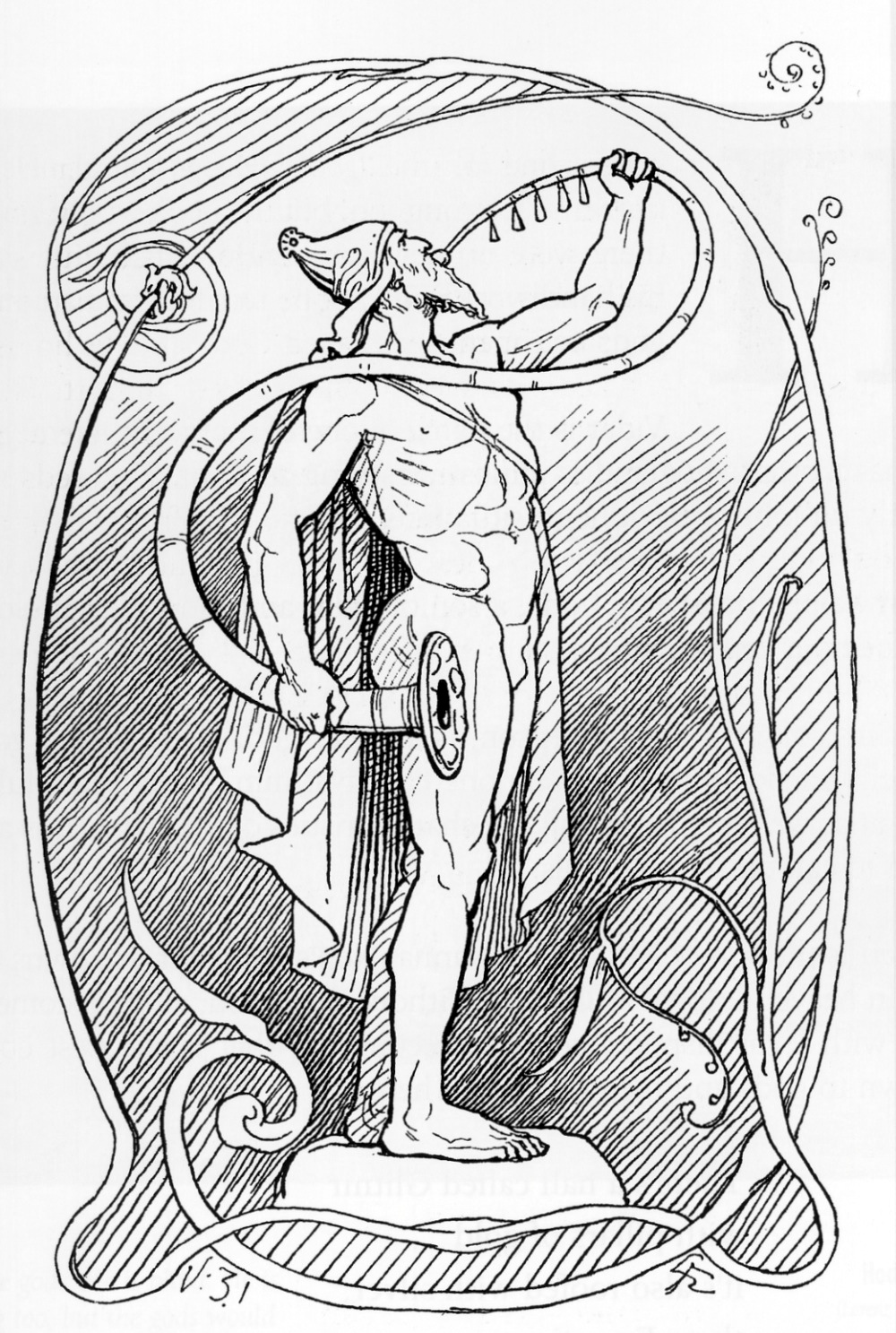
هایمدال در حال به صدا درآوردن شیپور گالارهورن

هایمدال (به زبان نروژی باستان: Heimdallr) در اسطوره‌شناسی اسکاندیناوی، ایزد روشنایی و نگهبان قلمرو خدایان در آسگارد بود. او یکی از چهره‌های شاخص آسگارد و ایزد سپید موی اساطیر شمال است که وظیفهٔ پاسداری از پل رنگین‌کمان بایفراست را بر عهده داشت، که آن را از دژ خود به نام هایمن‌برگ زیر نظر قرار می‌داد. او فرزند نُه مادر هایمدال بود که نام‌هایشان به امواج دریا مربوط بود و در انتهای جهان به دنیا آمده، و توسط نیروهای زمین، آب دریاها و خون گراز بزرگ شده بود. به دلیل دندان‌های زرین و براقی که داشت به او همچنین لقب گولینتانی (دندان طلا) را داده بودند. هایمدال همیشه هوشیار و بیدار و توانایی‌های منحصر به فردی داشت. بینایی بسیار قوی داشت به طوری که قادر به دیدن دور دست‌ها تا فواصل صدها مایل، حتی در شب بود، شنوایی فوق‌العاده دقیقی داشت و می‌توانست صدای رشد گیاهان بر روی زمین و رشد پشم را بر پوست گوسفندان بشنود و به خوابی کمتر و کوتاه‌تر از یک کبوتر احتیاج داشت. او همیشه در دژ خود تمامی نقاط را زیر نظر داشت و از خدایان در مقابل نفوذ غول‌ها و یوتون‌ها مراقبت می‌کند. او دارای شیپوری به نام گالارهورن بود که در مواقع خطر آن را به صدا درمی‌آورد و صدای شیپورش در آسمان و زمین و جهان زیرین شنیده می‌شد. این شیپور برای بیدار کردن ایزدان و هشدار دادن به آن‌ها در مواقع خطر بود، تا اینکه بتوانند با هم مشورت کنند.
کارکرد او چون پاسدار ایزدان، هایمدال را با درخت جهان مربوط می‌سازد و تفسیرهای مربوط به کارکرد او گوناگون است. یکی از معانی نام او «قوچ» است و در روایت‌ها هم اوست که قوچ قربانی آسگارد را بر درخت آویزان می‌کند. در داستانی شگفت‌انگیز سر هایمدال به شکل شمشیری تصویر می‌شود و این شکلی است که با شاخ قوچ پیوند دارد و سلاح او در حمله به دشمنان است. گفته شده در آخرین نبرد رگناروک، او و دشمن دیرینه‌اش، لوکی یکدیگر را از بین خواهند برد. هایمدال وقتی در می‌یابد که راگناروک نزدیک شده، خواهد ایستاد و قدرتمندانه، بر شیپورش خواهد دمید.

## نام و ریشه‌شناسی
نام هایمدال در ادای شعری «ریگ» و این واژه شاید سلتی و به معنی شهریار است. در این داستان ریگ در مسیر سفرش صاحب پسرانی می‌شود که طبقات مختلف اجتماعی را شکل می‌دهند. در این سفر هایمدال نخست به خانه یک برده، بعد به خانه یک کشاورز و سرانجام یک یارل (ارل) راه می‌یابد و هر یک به گرمی از او پذیرایی می‌کنند. او در هر یک از این خانه‌ها در وسط مرد میزبان و همسرش می‌خوابد و نه ماه پس از دیدار هایمدال هر یک از زن‌ها صاحب پسری می‌شوند که به طبقه خود وابسته است.

## در فرهنگ عامه
همانند بسیاری از جنبه‌های اسطوره‌شناسی اسکاندیناوی، هایمدال در بسیاری از آثار مدرن ظاهر شده است. هایمدال به عنوان یک شخصیت خیالی در مارول کامیکس حضور دارد و در نسخه‌های سینمایی توسط هنرپیشه انگلیسی ادریس البا به تصویر کشیده شده است.
هایمدال همنام با دهانه‌ای در کالیستو، یکی از قمرهای سیارهٔ مشتری است.
هایمدال شخصیت اصلی یک بازی ویدئویی به همین نام است که در سال ۱۹۹۱ توسط کور دیزاین منتشر شد که در دنباله آن تحت عنوان هایمدال ۲ (۱۹۹۴) نیز حضور داشت. هایمدال در سال ۲۰۰۲ در بازی استراتژی هم‌زمان عصر اسطوره‌ها اثر استودیوی انسمبل حضور دارد، جایی که او یکی از ۱۲ خدایی است که بازیکنان نورس می‌توانند برای پرستش انتخاب کنند. یکی از خدایان قابل انتخاب در بازی سوم شخص میدان جنگ برخط چندنفره اِسمایت است. او همچنین به عنوان یک هماورد در بازی ویدئویی اکشن-ماجراجویی خدای جنگ: رگناروک (۲۰۲۲) اثر استودیو سنتا مونیکا ظاهر می‌شود که نقش او توسط بازیگر آمریکایی اسکات پرتر بازی شده است.